# Косарев, Григорий Иванович
Григорий Иванович Косарев (1904 — 12.06.1958) — командир отделения стрелкового взвода 1111-го стрелкового полка (330-я стрелковая Могилёвская Краснознамённая ордена Суворова дивизия, 70-й стрелковый корпус, 49-я армия, 2-й Белорусский фронт) сержант, участник Великой Отечественной войны, кавалер ордена Славы трёх степеней.

## Биография
Родился в 1904 году в деревне Грязная Сухотина, ныне не существует, территория урочища Красная Заря Каменского района Тульской области, в семье крестьянина. Русский.
Образование начальное. С 1930 года трудился в колхозе бригадиром, затем - председателем правления.
В августе 1941 года был призван в Красную армию Каменским райвоенкоматом. Зачислен в формирующуюся в Туле 330-ю стрелковую дивизию. В составе 1111-го стрелкового полка этой дивизии прошёл весь боевой путь, был ездовым, пулемётчиком, командиром стрелкового отделения. Участвовал в обороне Тулы, затем в Тульской, Калужской, Ржевско-Сычевской наступательных операциях. Член ВКП(б)/КПСС с 1943 года. В июле 1943 года награждён медалью «За боевые заслуги». К лету 1944 года имел два лёгких ранения.
В боях за освобождение Белоруссии летом 1944 года ефрейтор Косарев сражался первым номером расчёта станкового пулемёта.
19 июля 1944 года в бою за населённый пункт Колбаски (Белостокская область, ныне - Гродненский район Гродненской области Белоруссия) ефрейтор Косарев, при отражении контратаки противника, пулемётным огнём уничтожил свыше 10 солдат. На следующий день в бою был ранен, после выздоровления вернулся в полк.
Приказом по частям 330-й стрелковой дивизии от 8 августа 1944 года (№ 75/н) ефрейтор Косарев Григорий Иванович награждён орденом Славы 3-й степени.
В боях Висло-Одерской наступательной операции сержант Косарев командовал стрелковым отделением. 15 февраля части дивизии освободили город Кониц (ныне - Хойнице, Польша) и несколько дней держали оборону на окраинах города.
18 февраля 1945 года в районе станции Дойч-Бризен при отражении контратаки противника сержант Косарев из личного оружия уничтожил 5 гитлеровцев, был ранен, но не покинул поле боя, пока не подошло подкрепление. Был представлен к награждению орденом Красной Звезды.
Приказом по войскам 70-й армии от 28 марта 1945 года (№ 108/н) сержант Косарев (в приказе – Косырев) Григорий Иванович награждён орденом Славы 2-й степени.
К этому времени 330-й стрелковая дивизия вела бои в составе другой армии – 70-й затем 49-й армий и орден оставался не вручённым до 1947 года.
25 апреля 1945 года при прорыве обороны врага на левом берегу реке Одер в районе юго-восточнее населённого пункта Фридриксталь (в составе города Гарц, Германия) сержант Косарев под сильным огнём противника первым ворвался во вражеские траншеи и в завязавшейся схватке уничтожил 15 солдат и офицеров. Был представлен к награждению орденом Славы 1-й степени.
В июне 1945 года был демобилизован. Вернулся на родину.
Указом Президиума Верховного Совета СССР от 15 июня 1946 года сержант Косарев Григорий Иванович награждён орденом Славы 1-й степени. Стал полным кавалером ордена Славы. Но так и не узнал об этом и орден остался не вручённым.
Жил в родной деревне Грязная Сухотина. Работал в колхозе.
О награждении орденом Славы 1-й степени в родных краях стало известно после безвременной гибели отважного фронтовика. 12 июня 1958 года трагически погиб при тушении пожара собственного дома. Похоронен на кладбище в деревни Неплюсевка Новосильского района Орловской области.
Награждён орденами Славы 1-й (15.05.1946), 2-й (28.03.1945) и 3-й (08.08.1944) степеней, медалями, в т. ч. «За боевые заслуги» (05.07.1943).

## Награды
- Полный кавалер ордена Славы:
  - орден Славы I степени (15.05.1946)[3];
  - орден Славы II степени (28.03.1945)[4];
  - орден Славы III степени (08.08.1944)[5];

- медали, в том числе:
  - «За боевые заслуги» (05.07.1943)[6]
  - «В ознаменование 100-летия со дня рождения Владимира Ильича Ленина» (6 апреля 1970)
  - «За победу над Германией» (9 мая 1945[7])
  - «За взятие Берлина» (9.6.1945)
  - «За взятие Кёнигсберга» (9.6.1945)
  - «30 лет Советской Армии и Флота»[8]
  - «40 лет Вооружённых Сил СССР»[9]

## Память
- На могиле установлен надгробный памятник.
- Его имя увековечено в Главном Храме Вооружённых сил России, и навсегда запечатлено на мемориале «Дорога памяти».
- Его именем названа улица в посёлке Молчаново Каменского района Тульской области[1].